# Augusto Novelli
Augusto Novelli (Firenze, 17 gennaio 1866 
< – Carmignano, 7 novembre 1927) è stato un drammaturgo, giornalista e scrittore italiano.
Fu commediografo e giornalista pubblicista, collaboratore di giornali di satira di costume del tempo. Scrisse più di cinquanta commedie, molte delle quali in vernacolo.

## Biografia

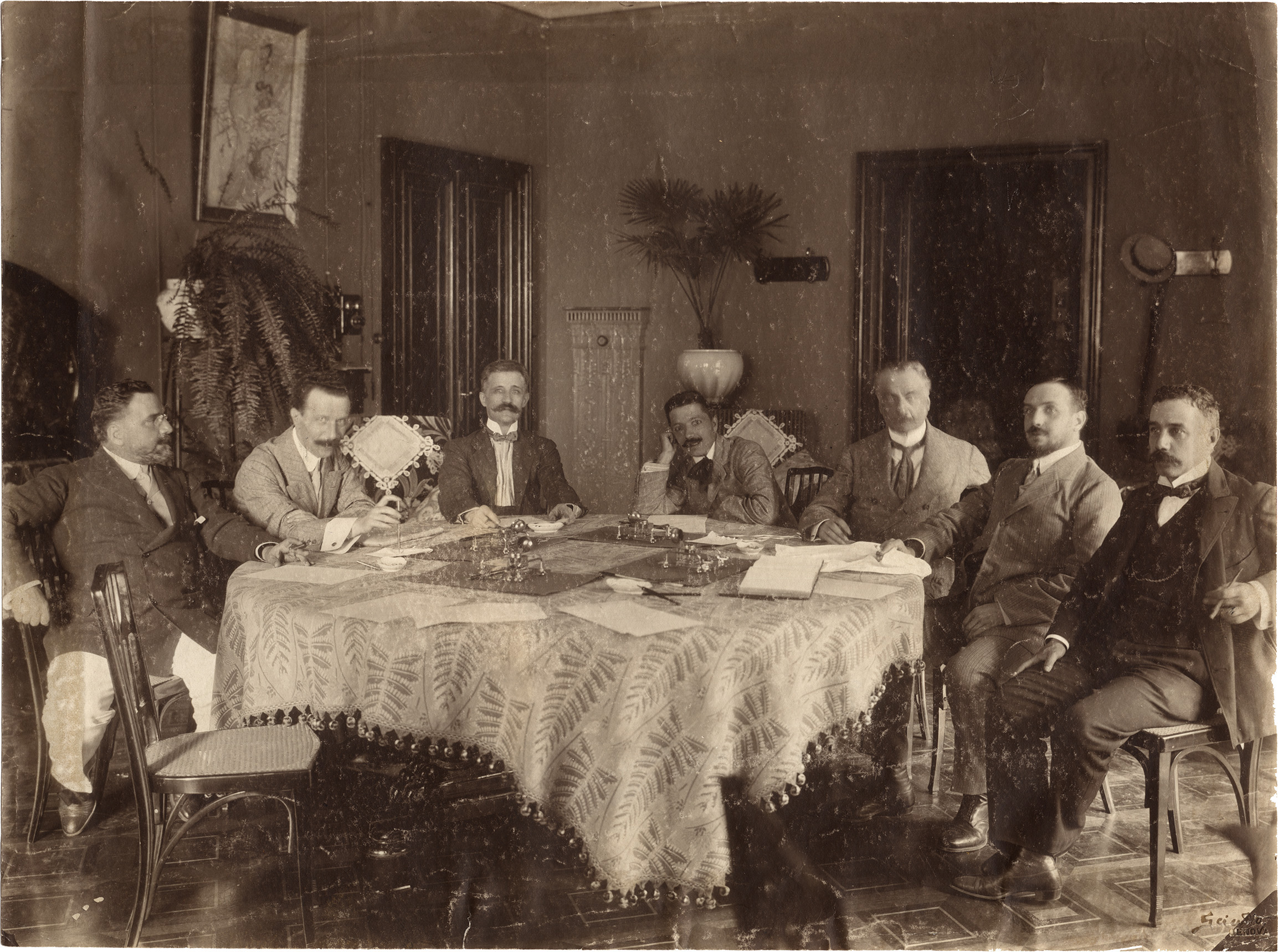
Da sinistra: Gerolamo Rovetta, Marco Praga, Giannino Antona Traversi, Augusto Novelli, Domenico Oliva, Renato Simoni e Sabatino Lopez nel 1907 a Genova

La sua vasta produzione teatrale fu in massima parte legata alla scena fiorentina, sulla quale si impose come uno dei più interessanti esponenti del teatro in vernacolo. A lui si deve quel piccolo capolavoro che è L'acqua cheta (1908), che Giuseppe Pietri traspose poi in una altrettanto fortunata operetta, la cui notorietà varcò i confini regionali e nazionali. È tuttavia con Gallina vecchia (1911) che Novelli si impose all'attenzione della drammaturgia italiana. L'opera è oggi un classico della prosa nazionale e tra i testi italiani del Novecento più rappresentati nella penisola.
Direttore del giornale satirico Il vero monello, militò nelle file del partito socialista fiorentino, ma venne poi espulso per le sue tendenze riformistiche; fondò un teatro stabile scioltosi poco dopo la sua morte.
Massone, venne iniziato nella loggia Concordia di Firenze il 9 dicembre del 1895, mentre il 2 aprile 1910 fu regolarizzato Maestro massone.
Dal suo atto unico Il Coraggio fu tratto il film omonimo con Totò e Gino Cervi, diretto da Domenico Paolella nel 1955.
Morì il 6 novembre 1927 e fu sepolto a Firenze nel cimitero di Trespiano

## Opere
Elenco tratto dall'edizione Bemporad del teatro. Tra parentesi luogo e data della prima rappresentazione.
- La capanna del veterano (1882)
- Un campagnolo ai bagni, commedia allegra in tre atti (Firenze, Teatro Rossini, Quaresima 1887)
- L'amore sui tetti, commedia allegra in tre atti (Firenze, Teatro Niccolini, 12 gennaio 1890)
- Deputato per forza, commedia allegra in tre atti (1890)
- La vergine del Lippi, bozzetto storico in un atto e un prologo (Firenze, 25 settembre 1890)
- Uno, due e tre!, monologo (Firenze, Arena Nazionale, primavera 1892)
- Per il Codice, dramma in due atti (Firenze, Arena Nazionale, settembre 1892)
- Il Morticino, scene popolari in un atto (1893)
- Purgatorio, Inferno e Paradiso, scene popolari fiorentine in due atti (Firenze, Teatro Alfieri, 10 marzo 1894)
- Un invito a pranzo, un atto allegro (Firenze, Teatro Nuovo, primavera 1894)
- I Mantegna, dramma in cinque atti (1894)
- Linea Viareggio-Pisa-Roma, commedia allegra in tre atti (1895)
- Una scossa ondulatoria, commedia allegra in tre atti (1895)
- Brunotta, un atto (1895)
- La macchina Casimir, commedia allegra in tre atti (1898)
- Dopo, dramma in due atti (Venezia, Teatro Goldoni, 29 ottobre 1898)
- Il peccato, dramma in tre atti (1899)
- I morti, dramma in tre atti (Firenze, Arena Nazionale, 20 giugno 1900)
- La chiocciola, commedia satirica in quattro atti (Firenze, Arena Nazionale, primavera 1901)
- La signorina della quarta pagina, commedia allegra in tre atti (1905)
- Gli ozi di Capua, commedia allegra in tre atti (1905)
- Vecchi eroi, commedia in tre atti (Firenze, Politeama Nazionale, 5 gennaio 1906)
- Si scopron le tombe..., un atto storico (1907)
- La bestia nera, commedia in tre atti in fiorentino (Roma, Teatro Quirino, Quaresima 1907)
- L'acqua cheta, commedia in tre atti in fiorentino (Firenze, Teatro Alfieri, 29 gennaio 1908)
- Casa mia, casa mia..., commedia in tre atti in fiorentino (Firenze, Teatro Alfieri, carnevale 1908)
- Acqua passata, scene popolari in un atto in vernacolo fiorentino (Firenze, Teatro Alfieri, 29 febbraio 1908)
- L'Ascensione, commedia in tre atti in vernacolo fiorentino (Firenze, Teatro Alfieri, carnevale 1909)
- L'Ave Maria, commedia in tre atti (1909)
- Così faceva mio nonno, commedia in tre atti (1910)
- Gallina vecchia, commedia in tre atti (Firenze, Teatro Alfieri, febbraio 1911)
- Firenze a zig-zag, rivista (1912)
- Quando la pera è matura, commedia in tre atti (Firenze, Teatro Alfieri, gennaio 1912)
- La si decida, commedia in tre atti (1912)
- Il coraggio, un atto (Firenze, marzo 1913)
- Chi è causa del suo male, commedia drammatica in fiorentino in tre atti (Firenze, Teatro Alfieri, carnevale 1913)
- La Cupola, commedia storica in quattro atti (Firenze, Teatro Alfieri, 8 febbraio 1913)
- Canapone (Leopoldo II Granduca di Toscana), commedia storica in quattro atti (Firenze, Teatro Alfieri, 11 febbraio 1914)
- Il tramonto di Boccaccio, commedia storica in tre atti (Firenze, Teatro Alfieri, 21 marzo 1914)
- Pollo freddo, commedia in tre atti (1914)
- Lupo perde il vizio, commedia in tre atti (1915)
- Dal dire al fare, commedia in tre atti (1916)
- ...e chi vive si dà pace, commedia in tre atti (Torino, Teatro Carignano, dicembre 1916)
- Le... sue prigioni, commedia in tre atti (Milano, Teatro Olimpia, settembre 1917)
- Il figlio del reggimento, un atto allegro (1917)
- Lealtà, un atto (1918)
- La si decida!, commedia in tre atti in fiorentino (1920), sequel de L'acqua cheta rielaborato nel 2006 da Gabriele Verzucoli (Firenze, Teatro Reims, 13 gennaio 2007)
- Tuffolina, operetta in tre atti (Roma, Teatro Nazionale, Novembre 1927)

### Lirica
- Santa Poesia (Le 5 giornate di Milano)

## Edizioni delle opere
- Augusto Novelli, Teatro completo, Bemporad, 1920. (online) su Internet Archive